# Ella Jensen
Ella Dagny Jensen (født 1907 i Glostrup, død 2002 i København) var forbundsformand i Tobaksarbejderforbundet 1963-1975 og den første kvindelige forbundsformand i et dansk fagforbund for begge køn. Hun var gennem hele sit voksne liv fagligt aktiv og arbejdede vedholdende for kvinders ligestilling på arbejdsmarkedet og i familien. Hun var medlem af LO's hovedbestyrelse 1955-1976 og var her med til at forhandle ligeløn på arbejdsmarkedet i 1973.
Ella Jensen var politisk aktiv i Socialdemokratiet og næstformand i partiforeningen i Vanløse. Hun var medlem af Københavns Borgerrepræsentation 1954-1958.
Ella Jensen var født i Glostrup 1907 og død i København 2002. Hun var datter af cigarhandler Lars Peder Petersen (1862-1926) og syerske Ane Sofie Rasmusen (1865-1923).